# Eremias acutirostris
Eremias acutirostris är en ödleart som beskrevs av  George Albert Boulenger 1887. Eremias acutirostris ingår i släktet löparödlor, och familjen lacertider. IUCN kategoriserar arten globalt som livskraftig. Inga underarter finns listade i Catalogue of Life.
Arten förekommer i Afghanistan, Iran och Pakistan. Den lever i kulliga områden och i låga bergstrakter mellan 400 och 1100 meter över havet. Individer registrerades på sanddyner och nära en by.